# Vapor Transmission
| Совокупная оценка    | Совокупная оценка |
| Источник             | Оценка            |
| -------------------- | ----------------- |
| Metacritic           | 60/100            |
| Оценки критиков      |                   |
| Источник             | Оценка            |
| Allmusic             | [ 2 ]             |
| Alternative Press    | [ 1 ]             |
| Billboard            | (positive)        |
| Entertainment Weekly | B−                |
| NME                  | (4/10)            |
| Q                    | [ 1 ]             |
| Robert Christgau     | C                 |
| Rolling Stone        | [ 7 ]             |
| Spin                 | (6/10)            |
| Wall of Sound        | (58/100)          |

Vapor Transmission — второй студийный альбом синти-рок-группы Orgy, вышедший 10 октября 2000.

## Об альбоме
Ограниченный тираж альбома включал дополнительный CD, содержащий демоверсию «Stitches» с предыдущего альбома, ремикс и видео на сингл «Fiction (Dreams in Digital)».
«Where’s Gerrold» названа в честь гостя в звукозписывающей студии Orgy. Самого Геррольда можно увидеть на Trans Global Spectacle DVD, держащего проколотого плюшевого медвежонка
Песня «Eva» названа в честь матери сопродюсера альбома Джоша Абрахама, скончавшейся во время записи альбома.

## Список композиций
| №                   | Название                      | Длительность |
| ------------------- | ----------------------------- | ------------ |
| 1.                  | «Vapor Transmission»          | 2:15         |
| 2.                  | «Suckerface»                  | 3:28         |
| 3.                  | «The Odyssey»                 | 2:56         |
| 4.                  | «Opticon»                     | 2:58         |
| 5.                  | «Fiction (Dreams in Digital)» | 3:25         |
| 6.                  | «Eva»                         | 5:02         |
| 7.                  | «107»                         | 4:14         |
| 8.                  | «Dramatica»                   | 3:33         |
| 9.                  | «Eyes-Radio-Lies»             | 3:58         |
| 10.                 | «Saving Faces»                | 4:06         |
| 11.                 | «Re-Creation»                 | 3:32         |
| 12.                 | «Chasing Sirens»              | 3:59         |
| 13.                 | «Where's Gerrold»             | 4:11         |
| Общая длительность: | Общая длительность:           | 47:35        |

## Участники записи
- Джей Гордон — вокал, инженеринг
- Райан Шак — гитара, бэк-вокал
- Амир Дерак — синтезатор, бэк-вокал, инженеринг
- Пейдж Хейли — бас-гитара, бэк-вокал
- Бобби Хьюитт — ударные, бэк-вокал
- Торри Шаун — дополнительный вокал на «Where’s Gerroid»
- Мелани Кокрам — голоса на «Vapor Transmission (Intro)»
- Джош Абрахам — дополнительная гитара, дополнительное программирование и клавишные на «Fiction (Dreams In Digital)», бэк-вокал, продакшн, инженеринг
- Чрис Хагер — дополнительная гитара на «Where’s Gerroid»
- Джимбо Баркер — дополнительная гитара на «Chasing Sirens»
- Трой Ван Левен — дополнительная гитара на «Fiction (Dreams In Digital)» и «Re-Creation»
- Энтони Вальцик — дополнительное программирование и клавишные на «Fiction (Dreams In Digital)», дополнительное программирование на «Saving Faces», инженеринг
- Кенни Пирс — дополнительные ударные на «The Odyssey»
- Тодди Аллен — дополнительные ударные на «The Odyssey» и «Chasing Sirens»
- Джадд Калиш — дополнительное программирование на «Dramatica»